# 蘇氏大西洋鯡
蘇氏大西洋鯡為太平洋鲱的一亚種，分布於東北大西洋的白海海域，體長可達31.5公分，棲息在沿海海域，成群活動，繁殖期會進入淡水流域產卵，以浮游生物為食，可做為食用魚。

## 擴展閱讀
維基物種上的相關：蘇氏大西洋鯡